# Chuno (Tanzania)
Chuno è una circoscrizione urbana (urban ward) della Tanzania situata nel distretto urbano di Mtwara, regione di Mtwara. Conta una popolazione di 8 884 abitanti (censimento 2012).